# Nouvelle Cuisine Caníbal, Vol. II
Nouvelle Cuisine Caníbal, Vol. II es el cuarto EP del grupo español de indie pop rock Love of Lesbian, y la sucesora del EP de 2014 Nouvelle Cuisine Caníbal. Fue publicado el 22 de abril de 2017 por Warner Music Spain exclusivamente en formato digital y en una edición limitada de únicamente 750 copias en vinilo, como parte de la celebración del Record Store Day 2017, que tenía lugar ese día. Es también el último álbum de Love of Lesbian con Joan Ramón Planell como bajista, antes de su salida de la banda en octubre de 2017.
El EP incluye una versión rehecha de la canción "Incondicional", que fue originalmente grabada en 2010 para el Campeonato de Europa de Atletismo de ese año y que el grupo quería regrabar en mejores condiciones, ya que la versión original se grabó en un plazo de 24 horas.

## Lista de canciones
Todas las canciones escritas y compuestas por Santi Balmes y Julián Saldarriaga, excepto "Qualsevol nit pot sortir el sol", que fue escrita y compuesta por Jaume Sisa. 
| N.º   | Título                            | Duración |  |
| 1.    | «Incondicional» (versión 2017)    | 3:45     |  |
| 2.    | «Qualsevol nit pot sortir el sol» | 5:04     |  |
| 3.    | «Efímera»                         | 5:09     |  |
| 13:58 |                                   |          |  |